# Elecciones estatales de Nuevo León de 1994
Las elecciones estatales de Nuevo León de 1994, se llevó a cabo el domingo 21 de agosto de 1994, simultáneamente con las Elecciones federales y en ellas fueron renovados los siguientes cargos de elección popular de Nuevo León:
- 51 Ayuntamientos. Formados por un Presidente Municipal y regidores, electo para un período de tres años no reelegibles en ningún período inmediato.
- 42 Diputados al Congreso del Estado. 26 Electos por mayoría relativa de cada uno de los Distritos Electorales y 16 de Representación Proporcional de manera consecutiva.

## Resultados Electorales

### Ayuntamientos

#### Ayuntamiento de Monterrey
- Jesús Hinojosa Tijerina  Hecho

#### Ayuntamiento de San Nicolás
- Adalberto Núñez Ramos  Hecho

#### Ayuntamiento de Garza García
- Fernando Margáin Berlanga  Hecho

#### Ayuntamiento de Linares
- Francisco Javier Chapa González  Hecho

#### Ayuntamiento de Doctor Arroyo
- Juan Paredes Gloria  Hecho

#### Ayuntamiento de Santiago
- Juan Manuel Cepeda Flores  Hecho

#### Ayuntamiento de Guadalupe
- Jesús María Elizondo González  Hecho

#### Ayuntamiento de Gral. Escobedo
- Jesús Martínez Martínez  Hecho

#### Ayuntamiento de Apodaca
- Lombardo Guajardo Guajardo  Hecho

#### Ayuntamiento de Santa Catarina
- Arturo Ayala Martínez  Hecho